# Yoshio Furukawa
Yoshio Furukawa (Prefectura d'Osaka, 5 de juliol de 1934) és un futbolista japonès que disputar divuit partits amb la selecció japonesa.